# 芒努斯·约翰松
芒努斯·约翰松（瑞典語：Magnus Johansson，1973年9月4日—），瑞典男子冰球运动员，场上位置是后卫。他曾代表瑞典国家队参加2010年冬季奥林匹克运动会冰球比赛，获得第5名。